# Metaxádes (Évros)
Metaxádes, en grec moderne : Μεταξάδες, est un ancien dème et un village de plaine du district régional de l'Évros de Macédoine-Orientale-et-Thrace en Grèce. Depuis 2010, dans le cadre du programme Kallikratis, il fait partie du dème de Didymotique.
Selon le recensement de 2021,  l'ancien dème devenu district municipal compte 2 387 habitants, la communauté municipale 511 habitants, tandis que le village compte 494 habitants.